# Deutschland (Schiff, 1934)
Deutschland war der erste Name eines Fahrgastmotorschiffes, das zunächst in Bremen beheimatet war.

## Geschichte
Die Deutschland war nach der Stadt Bremen das zweite Fahrgastschiff der Reederei Otto Wilhelm August Schreibers in Bremen, die am 10. März 1926 gegründet worden war. Schreiber betrieb Personenschifffahrt auf der Weser zwischen dem Leuchtturm Roter Sand und den Badener Bergen. Vor dem Ausbruch des Zweiten Weltkrieges schaffte er noch die Weserstolz und die Oceana an.
Laut Günter Benja war die Deutschland 46 Meter lang und 7,60 Meter breit, hatte einen Tiefgang von 2,25 Metern und durfte im Jahr 1975 noch 634 Personen befördern. Sie war bei den Atlas-Werken in Bremen unter der Baunummer 290 gebaut worden.
Die Deutschland wurde während eines Luftangriffes 1944 beschädigt und sank. Sie wurde 1946 gehoben, repariert und wieder in der Fahrgastschifffahrt eingesetzt. Bis 1990 war das Schiff in Bremen beheimatet. Am 27. Oktober 1990 brach die Deutschland nach Rostock auf, wo die Firma Schreiber sich in die Warnow-Weser-Reederei, Mavia Touristik Maritim GmbH eingekauft hatte. Das Schiff fuhr nun zunächst auf der Linie Rostock-Warnemünde. Ab 1993 wurde es von der Gesellschaft Fahrgastschiffahrt Unterwarnow, an der die Bremer Reederei Schreiber ebenfalls mit 50 Prozent beteiligt war, für Butterfahrten zwischen Ueckermünde und Świnoujście eingesetzt. Nachdem diese Fahrten unrentabel geworden waren, wurde die Deutschland im Jahr 1995 zum Verkauf angeboten. Laut Hans-Georg Rammelt „verlor sich die Spur des Schiffes in Richtung polnische Ostseeküste.“ Rammelt nahm 1997 an, das Schiff werde unter einem anderen Namen in Polen als Restaurantschiff genutzt.

### Frage des Verbleibs

Die Hoppetosse im Jahr 2017 in Berlin – die ehemalige Deutschland?

Laut Binnenschifferforum wurde die Deutschland aber, zerlegt in zwei Hälften, in den 1990er-Jahren auf dem Wasserweg nach Berlin gebracht, wo sie im Osthafen wieder zusammengebaut und dann zunächst als Restaurantschiff und später als Eventschiff ohne eigene Küche genutzt wurde und den Namen Hoppetosse trug. Bilder aus den späten 2010er-Jahren zeigen die Hoppetosse in recht heruntergekommenem Zustand.
Eine andere Quelle berichtet zwar ungefähr dasselbe über die Geschichte der Hoppetosse wie die Mitglieder des Binnenschifferforums, gibt aber als Baujahr des Schiffes das Jahr 1928 an. Sollte diese Angabe korrekt sein, könnte es sich bei der Hoppetosse natürlich nicht um die einstige Deutschland handeln.